# Sześcio-ośmiościan przycięty

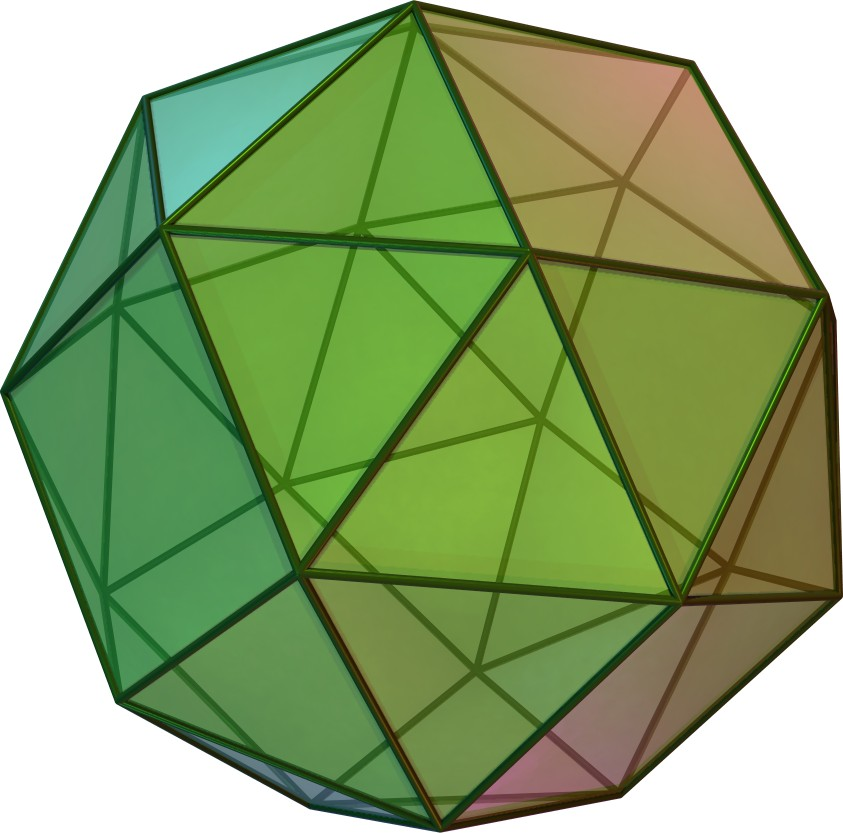
Sześcio-ośmiościan przycięty

Sześcio-ośmiościan przycięty

Przykładowa siatka sześcio-ośmiościanu przyciętego

Sześcio-ośmiościan przycięty (lub sześcian przycięty) ma
24 wierzchołki, 60 krawędzi, 38 ścian (32 trójkąty równoboczne, 6 kwadratów),
wierzchołki o charakterystyce (3, 3, 3, 3, 4).
Bryła ma odmianę lewo- i prawoskrętną.